# اتحاد الملايو
اتحاد الملايو هو اتحاد كان تابعلً لاتحاد لولايات الملايو ومستعمرات مضيق بينانق وملقا. لقد كان خليفة الملايا البريطانية وتم تصميمه لتوحيد شبه جزيرة ملايو في ظل حكومة واحدة لتبسيط الإدارة. بعد معارضة الملايو الأصليين، أعيد تنظيم الاتحاد تحت اسم اتحاد ملايا في عام 1948.

## تشكيل اتحاد الملايو
قبل الحرب العالمية الثانية، كانت الملايو البريطانية تتألف من ثلاث مجموعات من الأنظمة السياسية: محمية ولايات الملايو الفيدرالية، وخمس ولايات ملايو غير فيدرالية محمية، والمستعمرة الملكية لمستعمرات المضيق.
في 1 أبريل 1946، ظهر اتحاد الملايو رسميًا تحت حكم إدوارد جينت، وضم ولايات الملايو الفيدرالية وولايات الملايو غير الفيدرالية ومستوطنات مضيق بينانق وملقا تحت إدارة واحدة. وكانت عاصمة الاتحاد هي كوالالمبور. كانت مستوطنة مضيق سنغافورة السابقة تدار كمستعمرة ملكية منفصلة.
تم التعبير عن فكرة الاتحاد لأول مرة من قبل البريطانيين في أكتوبر 1945 (تم تقديم الخطط إلى مجلس الوزراء الحربي في وقت مبكر من مايو 1944) في أعقاب الحرب العالمية الثانية من قبل الإدارة العسكرية البريطانية. تم تكليف السير هارولد ماكمايكل بمهمة جمع موافقة حكام ولاية الملايو على اتحاد الملايو في نفس الشهر، وفي فترة قصيرة تمكن من الحصول على موافقة جميع حكام الملايو. وكانت أسباب اتفاقهم، على الرغم من خسارة حكام الملايو للسلطة السياسية، موضع نقاش كبير؛ فالإجماع هو أن الأسباب الرئيسية كانت أن حكام الملايو كانوا مقيمين أثناء الاحتلال الياباني، وكانوا عرضة للاتهام التحالف، لذا تعرضوا للتهديد بالعزل. ومن هنا جاءت الموافقة، رغم أنها جاءت على مضض شديد.
عندما تم الكشف عنه، أعطى اتحاد الملايو حقوقًا متساوية للأشخاص الذين يرغبون في التقدم بطلب للحصول على الجنسية. تم منحها تلقائيًا للأشخاص الذين ولدوا في أي ولاية في الملايو البريطانية أو سنغافورة وكانوا يعيشون هناك قبل 15 فبراير 1942، والذين ولدوا خارج الملايو البريطانية أو مستوطنات المضيق فقط إذا كان آباؤهم من مواطني اتحاد الملايو وأولئك الذين بلغوا 18 عامًا كبير السن والذي عاش في ماليزيا البريطانية أو سنغافورة "10 من أصل 15 عامًا قبل 15 فبراير 1942". يتعين على مجموعة الأشخاص المؤهلين لطلب الجنسية أن يعيشوا في سنغافورة أو الملايو البريطانية "لمدة 5 من أصل 8 سنوات قبل تقديم الطلب"، ويجب أن يتمتعوا بشخصية جيدة، ويفهموا ويتحدثوا اللغة الإنجليزية أو لغة الملايو و"كان عليهم اتخاذ إجراء يمين الولاء لاتحاد الملايو". ومع ذلك، لم يتم تنفيذ اقتراح المواطنة فعليًا. بسبب المعارضة لمقترح الجنسية، تم تأجيله ثم تعديله، مما جعل من الصعب على العديد من المقيمين الصينيين والهنود الحصول على الجنسية الماليزية.
تنازل السلاطين، الحكام التقليديون لدول الملايو، عن جميع سلطاتهم للتاج البريطاني باستثناء الأمور الدينية. تم وضع اتحاد الملايو تحت سلطة الحاكم البريطاني، مما يشير إلى التدشين الرسمي للحكم الاستعماري البريطاني في شبه جزيرة الملايو. علاوة على ذلك، في حين ظلت مجالس الولايات تعمل في ولايات الملايو الفيدرالية السابقة، فقد فقدت الحكم الذاتي المحدود الذي كانت تتمتع به، ولم يتبق لها سوى إدارة بعض الجوانب المحلية الأقل أهمية من الحكومة، وأصبحت اليد الممدودة للحكومة الفيدرالية في كوالالمبور. كما أن استبدال المقيمين البريطانيين بالسلاطين كرؤساء لمجالس الدولة يعني أن الوضع السياسي للسلاطين قد انخفض إلى حد كبير.
تم إنشاء المحكمة العليا في عام 1946 وكان هارولد كوروين ويلان هو رئيس المحكمة الوحيد فيها.

## المعارضة، وحل اتحاد الملايو، وإنشاء اتحاد الملايو
عارض الملايو بشكل عام إنشاء الاتحاد. وكانت المعارضة بسبب الأساليب التي استخدمها السير هارولد ماكمايكل للحصول على موافقة السلاطين، وتقليص صلاحيات السلاطين، وسهولة منح الجنسية للمهاجرين. المنظمة الوطنية الملايوية المتحدة أو UMNO، وهي جمعية سياسية ماليزية شكلها داتو عون بن جعفر في 10 مايو 1946، قادت المعارضة ضد اتحاد الملايو. كما ارتدى الملايو عصابات بيضاء حول رؤوسهم، دلالة على حدادهم على فقدان حقوق السلاطين السياسية.
بعد تدشين الاتحاد الماليزي، واصل الملايو، في ظل المنظمة الوطنية الماليزية المتحدة، معارضة الاتحاد الماليزي. فقد استخدموا العصيان المدني كوسيلة للاحتجاج من خلال رفض حضور مراسم تنصيب الحكام البريطانيين. كما رفضوا المشاركة في اجتماعات المجالس الاستشارية، وبالتالي توقفت مشاركة الملايو في البيروقراطية الحكومية والعملية السياسية تمامًا. وقد أدرك البريطانيون هذه المشكلة واتخذوا إجراءات للنظر في آراء الأعراق الرئيسية في الملايو قبل إجراء تعديلات على الدستور. تم حل اتحاد الملايو واستبداله باتحاد الملايو في 1 فبراير 1948.

## قائمة الدول الأعضاء
- جوهر (ولاية).
- قدح (ماليزيا).
- كلنتن.
- ملقا.
- نكري سمبيلن.
- فهغ.
- بينانق.
- فيرق.
- برليس.
- سلاغور.
- ترغكانو.